# Bourbon–parmai Mária Lujza spanyol királyné
Mária Lujza (Parma, Parmai Hercegség, 1751. december 9. – Róma, Pápai állam, 1819. január 2.), Asztúria hercegnéje 1765 és 1788 között, majd Spanyolország királynéja 1788-tól a félszigeti háborúban, 1808-ban történt hitvesével való lemondatásáig. Ő volt I. Fülöp parmai herceg legfiatalabb leánya. 1765-ben házasodott össze elsőfokú unokatestvérével, a későbbi IV. Károly spanyol királlyal.
Szeretőjével, Manuel Godoy herceggel való kapcsolata, valamint a férjére, a királyra gyakorolt befolyása miatt népszerűtlen volt a köznép és az arisztokrácia köreiben egyaránt. Megítélésén tovább rontott, hogy egyes feltételezések szerint ő mérgeztette meg fiának, a jövendőbeli királynak, Asztúria hercegének hitvesét, Mária Antóniát, akit közismerten nem kedvelt. Miután 1808-ban fiuk lemondatta őket a trónról, férjével és Godoy herceggel együtt Napóleon császár fogságába került. Onnan csak 1812-ben távozhattak a császár engedélyével a pápai államba, ahol életük hátralévő részét töltötték.
Mária Lujzának összesen huszonnégy terhessége volt, ebből tizennégy gyermeke született, a többi tíz vetéléssel végződött. A királyné végül Rómában hunyt el 1819-ben, tüdőgyulladás következtében. Nyughelye ma is Spanyolországban, a San Lorenzo de El Escorial-i királyi kolostorban található.

## Életrajza

### Ifjúkora

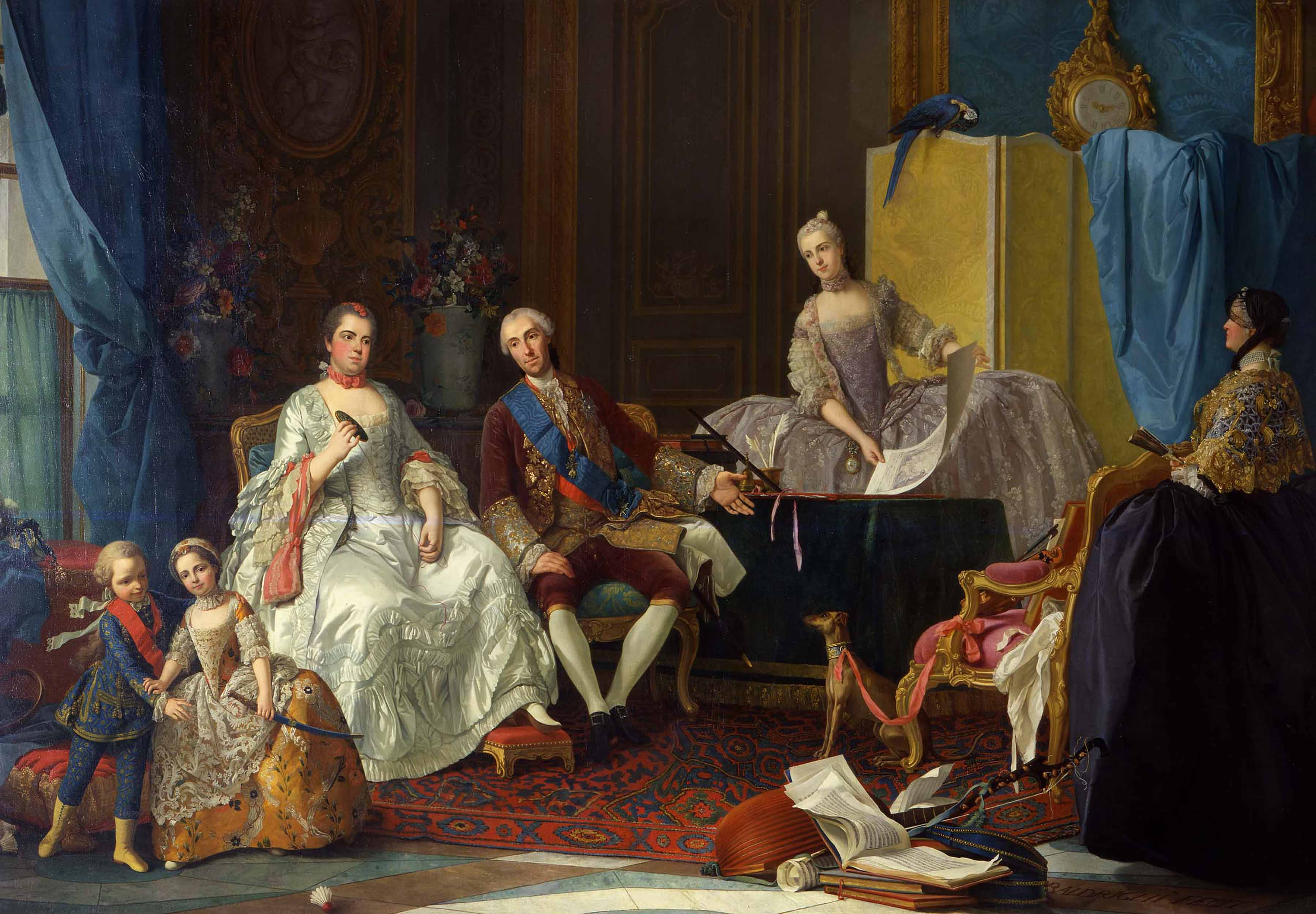
A parmai hercegi család 1757-ben: balra a kisgyermek Ferdinánd és Mária Lujza, őket követi a hercegi pár, Lujza Erzsébet és I. Fülöp, valamint nővérük, Mária Izabella

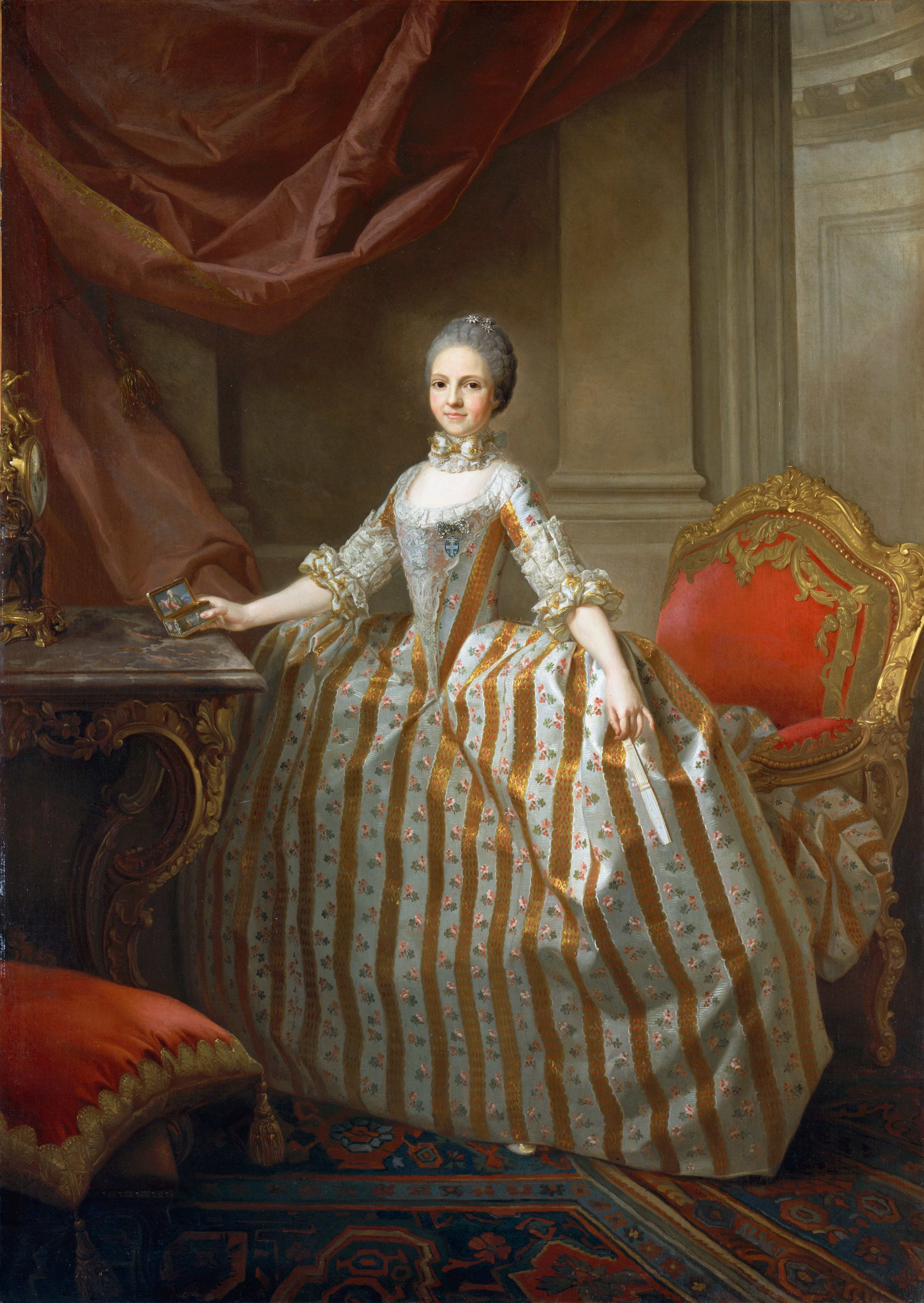
Az ifjú Mária Lujza infánsnő Laurent Pécheux portréján (Metropolitan Múzeum)

Lujza Mária Terézia Anna, franciául: Louise Marie Thérèse Anne néven született 1751. december 9-én Parmában, a Bourbon-ház parmai ágának tagjaként. Apja I. Fülöp parmai herceg, aki V. Fülöp spanyol király és Farnese Erzsébet királyné fia volt. Édesanyja, Lujza Erzsébet hercegnő szintén Bourbon volt: a francia királyi ágából származott, mint XV. Lajos francia király és Leszczyńska Mária leánya.
Szülei az 1748-as aix-la-chapelle-i szerződés óta uralkodtak a Parmai Hercegségben. Házasságuk mindvégig érzelem nélküli, üres kapcsolat maradt, amelynek egyetlen célja a trónutódlás biztosítása volt. Három gyermekük közül Mária Lujza volt a harmadik, egyben legkisebb leány. Két idősebb testvére a későbbi Mária Izabella osztrák főhercegné, József trónörökös felesége, valamint I. Ferdinánd parmai herceg voltak.
A gyermekek tanítójának hagyományosan a neves francia filozófust, Étienne Bonnot de Condillacot tartják, ám ő először 1768-ban érkezett csak Parmába. A gyermek Mária Lujzát alacsony termete mellett nem tartották olyan szépnek mint nővérét, ám az édesanyjukhoz hasonlóan depresszióra hajlamos Izabellával szemben Mária Lujza egy erős akaratú, önző és céltudatos ifjú hölggyé serdült.

### Asztúria hercegnéje

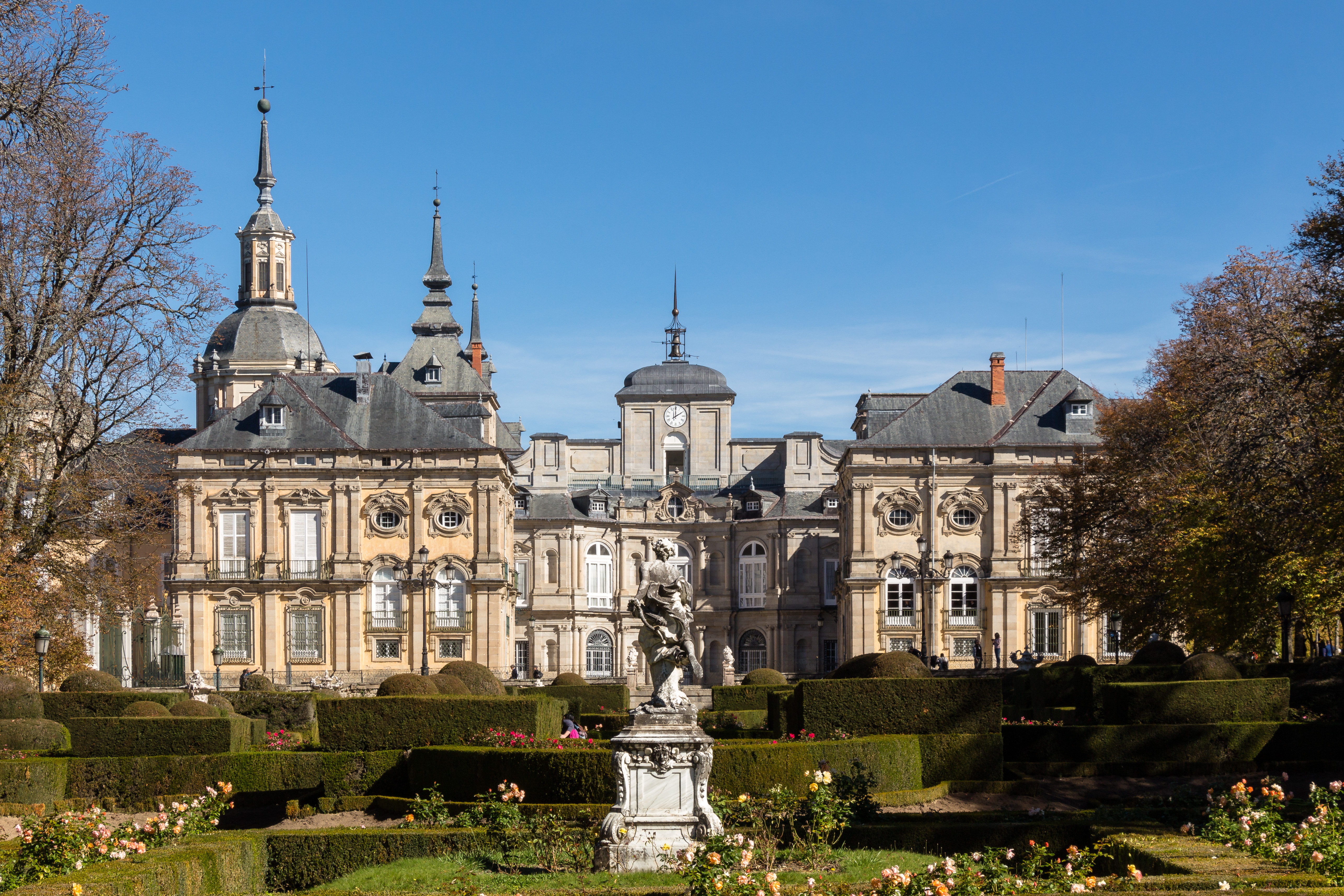
Az asztúriai hercegi pár esküvőjének színhelye, egyben rezidenciájuk, a La Granja de San Ildefonsó-i királyi palota

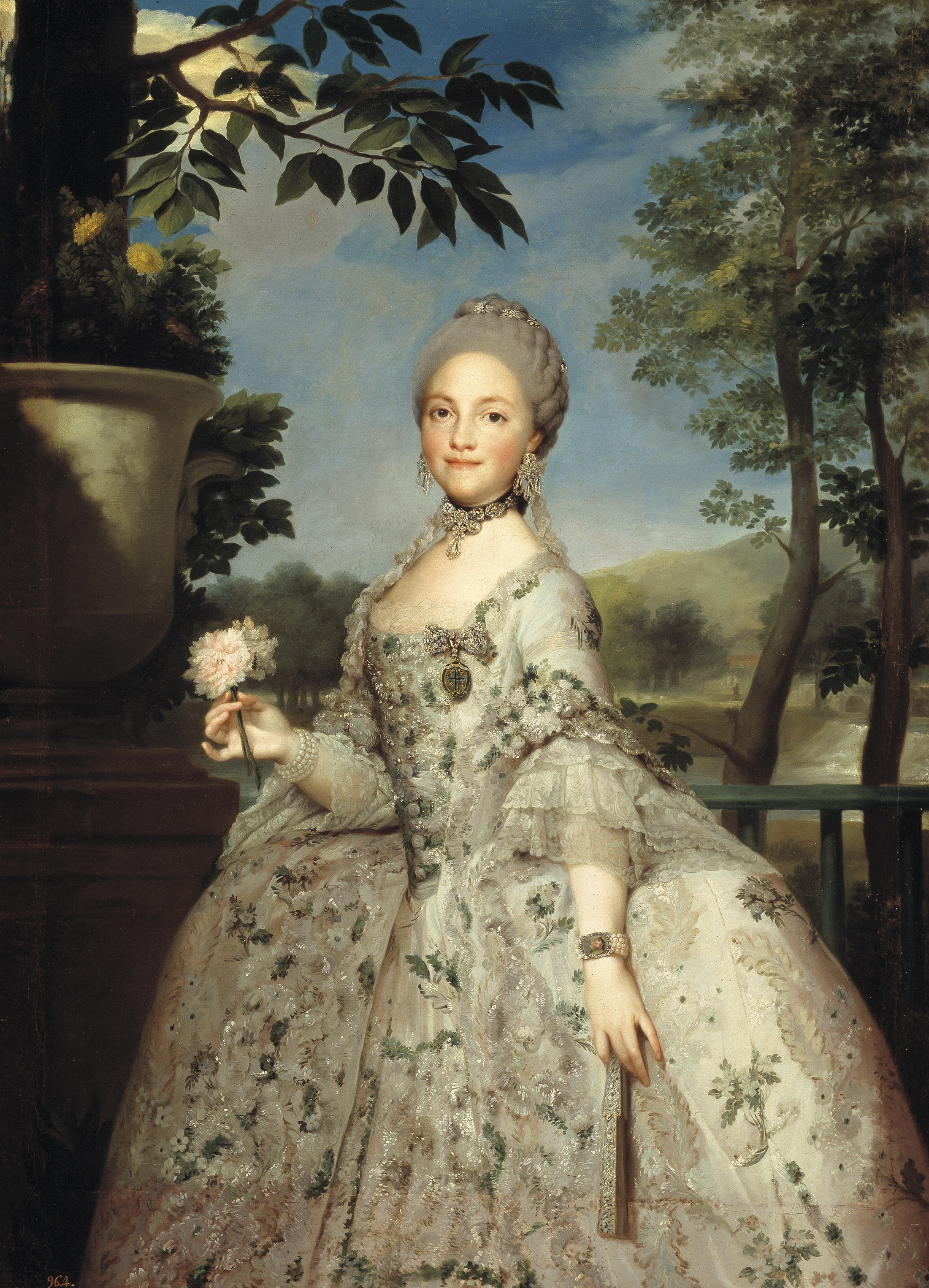
Mária Lujza házassága évében, 1765-ben Anton Raphael Mengs portréjén (Prado)

Édesanyja, Lujza Erzsébet először első-unokatestvérével, a Burgundia hercegével, Lajos francia dauphin fiával akarta összeházasítani, ám a kis herceg idő előtt, 1761-ben elhunyt. A hercegnő jegyese végül 1762-ben a szintén elsőfokú unokatestvér, Károly asztúriai herceg lett. Amikor 1763-ban nővére, Izabella fekete himlő következtében elhunyt, felvetődött, hogy Mária Lujza menjen hozzá nővére özvegyéhez, József osztrák trónörököshöz, ám a javaslatot végül elvetették. Mária Lujza és Károly esküvőjére végül 1765. szeptember 4-én került sor a La Granja palotában, a hercegnő tizenharmadik életévében.
Férje, Károly infáns III. Károly spanyol király és Szászországi Mária Amália királyné fia volt, egyben apját követvén a spanyol trón várományosa. Házasságukkal elnyerte az Asztúria hercegnéje címet, amellyel a királynéi tisztségeket látta el, mivel hitvese édesanyja, Mária Amália királyné már 1760-ban elhunyt.
Mária Lujzát intelligens, ambiciózus és domináns félként írták le. Küllemét tekintve esküvője idején még csinosnak is számított. Kortársához, Marie Antoinette francia királynéhez hasonlóan a divat és az ékszerek utáni extravaganciájáról és eleganciájáról lett közismert. Külleme azonban harmincas éveire, Zinovjev orosz követ szerint, idő előtt kezdett öregedni, amit a követ a folyamatos terhességeknek és esetleges örökletes betegségeknek tudott be. Emellett élénken érdeklődött a zene és a művészetek iránt, udvari festője és pártfogoltja volt Francisco de Goya. Apósa, a király komolytalannak tartotta, és mindent el is követett, hogy folyamatos kontroll alatt tartsa sógornőjét. Férjével való kapcsolatát jónak írják le, ám Mária Lujza már kapcsolatuk elején befolyása alá tudta őt vonni.

### Spanyolország királynéja

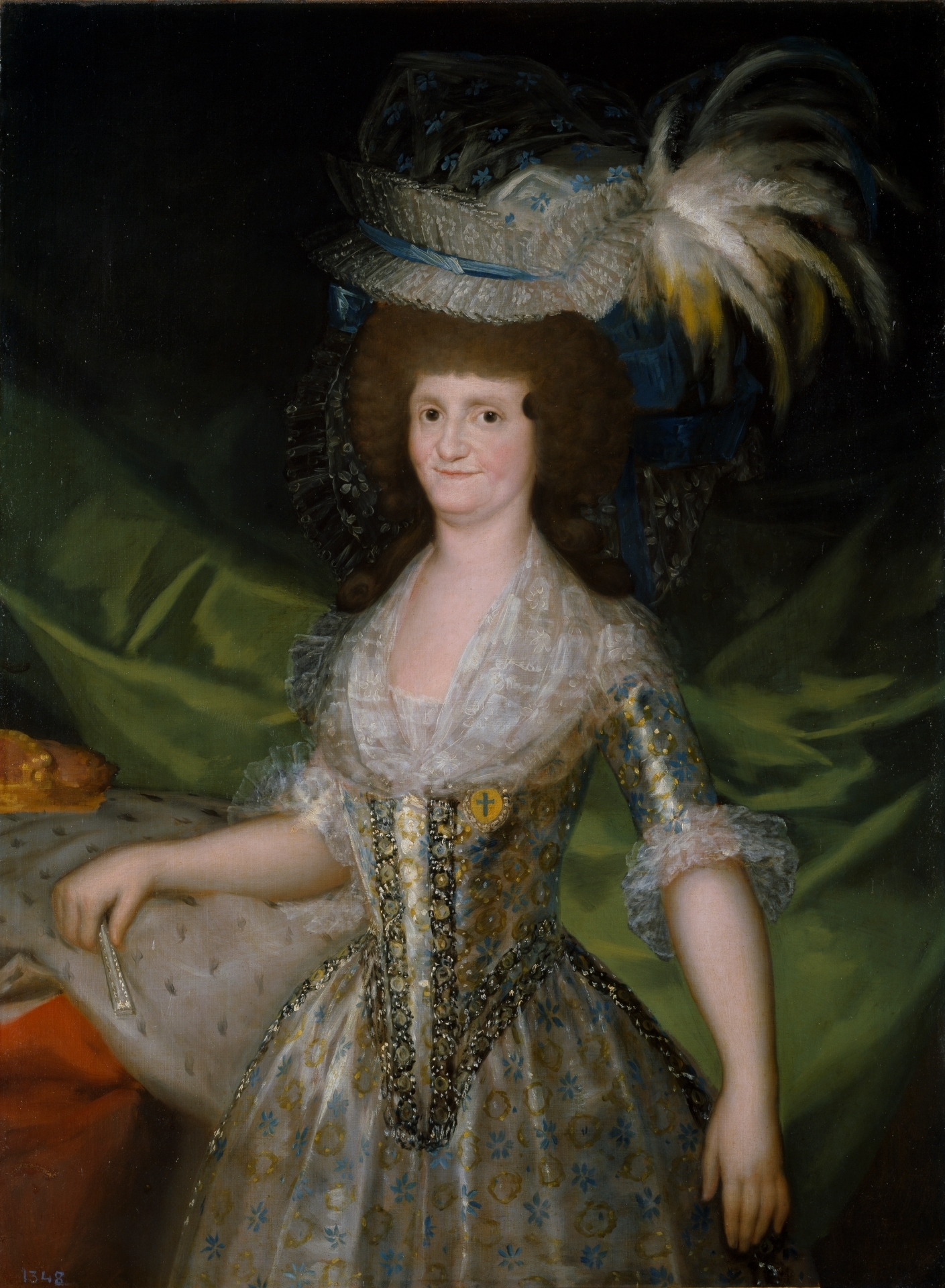
Mária Lujza királynéként Francisco de Goya munkáján (Museo del Prado, 1790 körül)

1788. december 14-én elhunyt apósa, III. Károly király, akit fia követett a trónon. Ezzel Mária Lujza hivatalosan is Spanyolország királynéja lett. Férje, Károly már hosszabb idő óta pszichés zavarokkal küszködött, amik az idő előrehaladtával elmebetegséggé fejlődtek. A domináns természetű és intelligens Mária Lujza királyné rövid idő alatt részt kért a kormányzati ügyekből. Hanyatló egészségű férje mellett hamarosan szeretőket kezdett tartani, valamint egyre határozottabban a saját kezébe kívánta venni az államügyek irányítását.
A királyné köztudottan számos szerelmi viszonyt folytatott férje mellett. Köztük a leghíresebb a Manuel Godoyal folyó kapcsolata volt, akit a korabeli pletykák különösen régóta a királyné szeretőjeként tartottak számon. Godoy 1784-től a Mária Lujza testőrségének tagja volt, majd több rangban előléptették, 1792-ben pedig főminiszterré nevezték ki. A főminisztert a királyné több gyermekének, Mária Izabella és Ferenc de Paula valódi apjának tartják. 1791-ben Floridablanca gróf nyilvánosan is azzal vádolta a minisztert, hogy a királyné szeretője, aminek következtében a gróf elvesztette hivatalát.

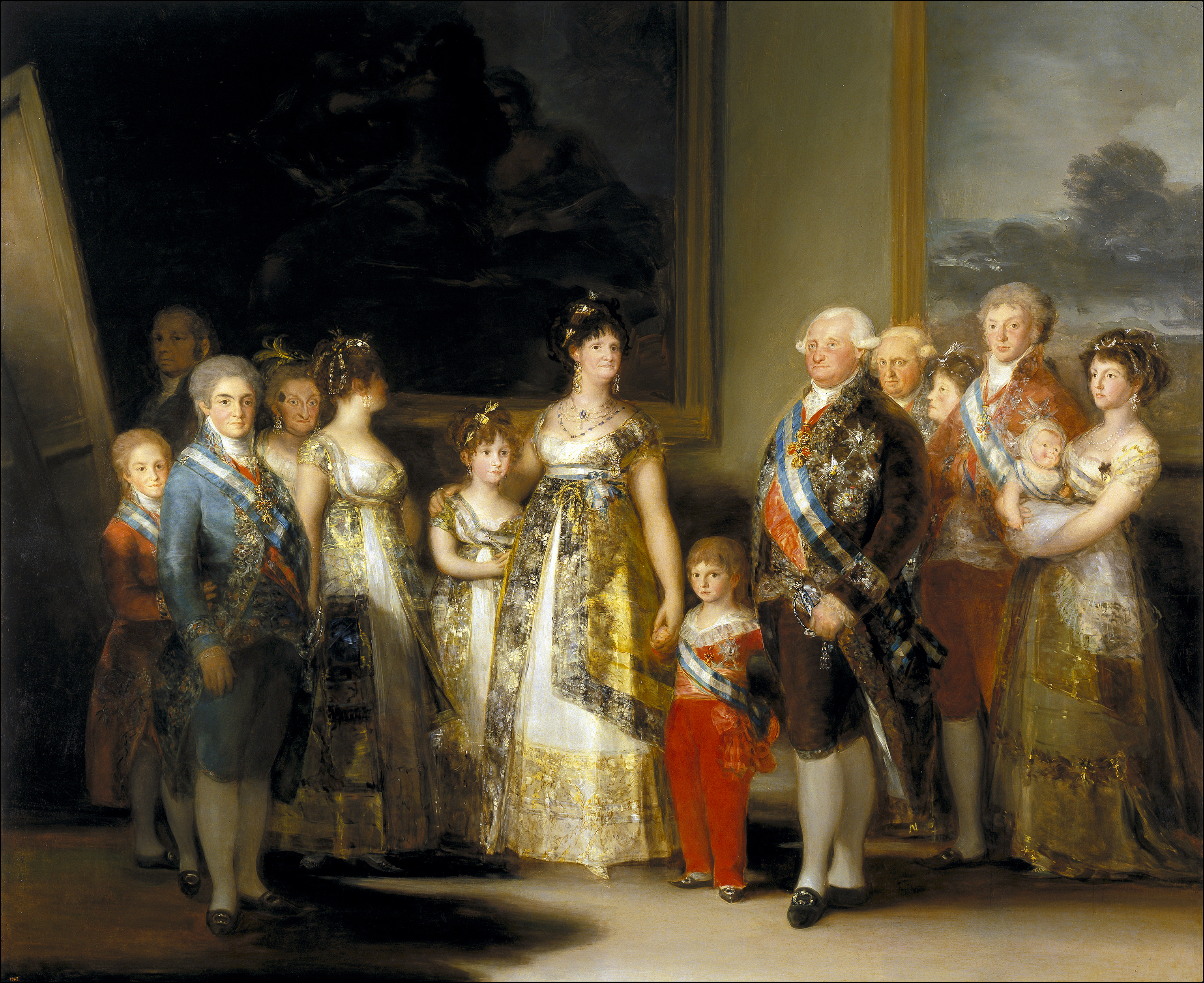
Francisco de Goya IV. Károly spanyol király és családja c. festménye, ami a királyi család egészét ábrázolja 1802-ben

A francia forradalom kitörése után IV. Károly és Mária Lujza attól tartott, a lázadás átterjedhet a Spanyol Királyságba is. A királyné és Godoy ösztönzésére a király a Szent Inkvizíciót hívta segítségül, hogy Istentől eredőnek hitt hatalmát megerősítse. Godoy révén Spanyolország csatlakozott a Napóleon császár által szervezett kontinentális blokádhoz, az 1805-ös trafalgari vereség azonban meghátrálásra késztette. 1807-ben Godoy megkötötte a fontainebleau-i szerződést, ami alapján a francia császár csapatai bevonultak az országba. A spanyol lakosság és a királyhű nemesség körében erősödött az elégedetlenség a főminiszter ellen. Az elégedetlenkedőket maga Ferdinánd trónörökös vezette, aki Napóleon támogatását is kérte. A francia csapatok bevonultak Spanyolországba, a király, Mária Lujza és Godoy Aranjuezbe menekült. 1808. március 17-én Ferdinánd-párti felkelés tört ki a városban, amelynek hatására IV. Károlyt lemondásra szólították fel, Godoy herceget pedig elfogták. A főminisztert nyomban halálra is ítélték, ám életének megmentése érdekében Mária Lujza rávette Károlyt, hogy lemondjon fia javára. Az asztúriai herceget VII. Ferdinánd néven Spanyolország királyává kiáltották ki.
1808 áprilisában Mária Lujza elkísérte lemondott férjét és Godoy főminisztert a franciaországi Bayonne városába, a Napóleonnal lévő találkozóra, amin Mária Lujza el akarta érni, hogy a császár támogassa férjét, hogy visszaszerezhesse trónját fiuktól. A találkozón, amelyen fiuk, VII. Ferdinánd is részt vett, azzal kellett szembesülniük, hogy a császár saját öccse, Joseph Bonaparte javára akarja lemondatni Ferdinándot. A császár akaratának a Spanyolországban állomásozó százezer főnyi megszálló katonaság adott nyomatékot.

### Későbbi élete

Élete utolsó éveinek, valamint halálának helyszíne, a Rómában található Palazzo Barberini

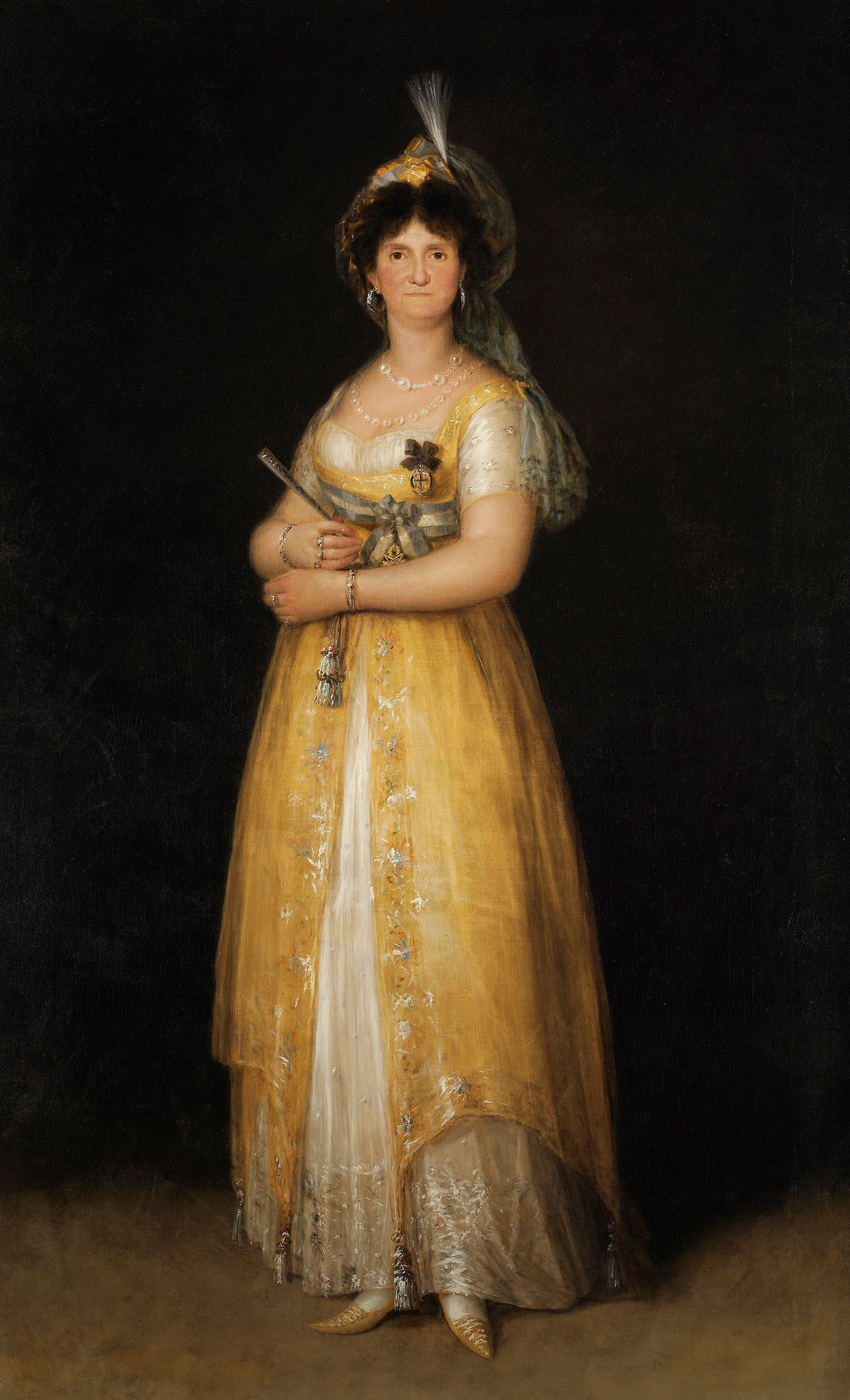
Parmai Mária Lujza királyné portréja Goya egyik műve a királynéról, amit sokáig Agustín Esteve másolatának tartottak (Capodimonte)

Mária Lujza királyné férjével, valamint Manuel Godoy herceggel és fiatalabb gyermekeivel együtt a Francia Császárságban keresett menedéket. Hivatalosan Napóleon császár vendégei, gyakorlatilag a foglyai lettek. Először Talleyrand herceg Valençay-ban található kastélyában helyezték el őket. Ezt követően néhány hónapig Fontainebleau városában laktak, aztán Compiègne-be, majd Aix-en-Provence-ba költöztek. Végül 1808 októberében Marseille-be érkeztek, ahol a következő négy évet töltötték. 1812-ben a császár engedélyével a pápai államba távozhattak, ahol a római Palazzo Barberiniben kaptak lakhelyet.
1814-ben Napóleon lemondása után, fiát, VII. Ferdinánd királyt visszahelyezték trónjára. Ferdinánd király megtiltotta szüleinek és Godoynak, hogy hazatérhessenek Spanyolországba. 1815-ben, Napóleon visszatérése és száz napos uralma idején Mária Lujza és Károly Veronába menekült az ott tartózkodó Godoyhoz. A volt főminiszter kérelmet nyújtott be I. Ferenc osztrák császárnak, amelyben mindhármuk számára menedéket kért Ausztriában. VII. Ferdinánd tiltakozására azonban Ferenc császár elutasította a kérést. Napóleon végső bukása után újra visszatértek Rómába. VII. Piusz pápa ekkor kitiltotta a pápai székvárosból a szeretőjével élő Godoyt. Pesaróba kellett távoznia, de Mária Lujza és a Károly hamarosan kieszközölték, hogy visszaköltözhessen hozzájuk Rómába.
1818 végén a római emigrációban élő Mária Lujza tüdőgyulladást kapott. Férje ekkor Nápolyban tartózkodott. A volt spanyol királyné 1819. január 2-án, hatvanhét éves korában, a Barberini palotában elhunyt. Don Manuel de Godoy herceg mindvégig a haldokló mellett maradt. Károly még ugyanabban a hónapban, január 20-án maga is meghalt a Barberiniben. Fiuk, VII. Ferdinánd később a San Lorenzo de El Escorial-i királyi kolostorba szállíttatta át szüleinek földi maradványait, ahol azóta is nyugszanak.

## Családja

### Gyermekei
Mária Lujzának összesen huszonnégy terhessége volt: tizennégy alkalommal szült és tízszer vetélt el, míg a felnőttkort összesen hét gyermeke érte meg.

|     | Gyermeke                                    | Született            | Elhunyt              | Megjegyzés |
| --- | ------------------------------------------- | -------------------- | -------------------- | --- |
| 1.  | Károly Kelemen infáns                       | 1771. szeptember 19. | 1774. március 7.     | A San Lorenzo de El Escorial-i királyi palotában született és hunyt is el kétéves korában. Keresztelőjére születése napján került sor, amin nagyapja, III. Károly király képviselte az egyházfőt. XIV. Kelemen pápa egy megszentelt pólyaruhát küldött neki a ceremónia alkalmából. |
| 2.  | Sarolta Johanna Terézia Kajetána infánsnő   | 1775. április 25.    | 1830. január 7.      | Az aranjuezi királyi palotában született. 1785-ben vette feleségül a későbbi VI. János portugál király, majd 1816-ban lett Portugália és Algarves királynéja. Számos gyermekük született, köztük a későbbi I. Péter brazil császár is. |
| 3.  | Mária Lujza infánsnő                        | 1777. szeptember 11. | 1782. július 2.      | A La Granja de San Ildefonsó-i királyi palotában született és hunyt el négyéves korában. |
| 4.  | Mária Amália infánsnő                       | 1779. január 9.      | 1798. július 22.     | Az El Pardó-i királyi palotában született, 1795-ben vette feleségül nagybátyja, Antal Paszkál infáns. Egyetlen holtan született gyermeke jött világra, majd nem sokkal később ő maga is elhunyt. |
| 5.  | Károly Dominik infáns                       | 1780. március 5.     | 1783. június 11.     | Az El Pardo-i királyi palotában született és az aranjuezi palotában hunyt el hároméves korában. |
| 6.  | Mária Lujza Jozefa Antónia Vicenta infánsnő | 1782. július 6.      | 1824. március 13.    | A La Granjában született, 1795-ben vette feleségül I. Lajos etruriai király. Két gyermeke született, a későbbi II. Károly parmai herceg és Mária Lujza hercegnő. 1817-ben a bécsi kongresszus a Luccai Hercegség uralkodójává tette. |
| 7.  | Károly Ferenc de Paula infáns               | 1783. szeptember 5.  | 1784. november 11.   | Ikrek, a La Granja de San Ildefonso-i királyi palotában születtek és hunytak is el, mindketten egyéves korukban. Születésük nagy eseménynek számított a Spanyol Birodalomban, mivel biztonságot jelentett az örökösödés szempontjából. Korai haláluk nagy csapásként érte a spanyol népet is. |
| 8.  | Fülöp Ferenc de Paula infáns                | 1783. szeptember 5.  | 1784. október 18.    | Ikrek, a La Granja de San Ildefonso-i királyi palotában születtek és hunytak is el, mindketten egyéves korukban. Születésük nagy eseménynek számított a Spanyol Birodalomban, mivel biztonságot jelentett az örökösödés szempontjából. Korai haláluk nagy csapásként érte a spanyol népet is. |
| 9.  | VII. Ferdinánd spanyol király               | 1784. október 14.    | 1833. szeptember 29. | Az El Escorial-i királyi palotában született és halt is meg. 1808-ban buktatta meg saját apját, ám Joseph Bonaparte egy hónappal később lemondatta, akitől csak 1813-ban tudta végleg visszaszerezni a trónt. Felnőttkort megért gyermekei csak negyedik, unokahúgával, Mária Krisztina nápoly–szicíliai királyi hercegnővel kötött házasságából származtak, köztük a későbbi II. Izabella spanyol királynő. |
| 10. | Károly Mária Izidor infáns                  | 1788. március 29.    | 1855. március 10.    | Az aranjuezi palotában született. 1816-ban házasodott össze unokahúgával, Mária Franciska portugál infánsnővel, akitől három fia született. Hívei, a karlisták nem ismerték el fivére leányának, Izabellának trónutódlását, ezért V. Károly néven őt tekintették királynak. 1845-ben vette fel a „Molina grófja” címet.                                                                                      |
| 11. | Mária Izabella infánsnő                     | 1789. július 6.      | 1848. szeptember 13. | A madridi királyi palotában született. 1816-ban ment hozzá I. Ferenc nápoly–szicíliai királyhoz, akitől számos gyermeke született, köztük II. Ferdinánd nápoly–szicíliai király, valamint fivére, VII. Ferdinánd király negyedik felesége, Mária Krisztina hercegnő is. |
| 12. | Mária Terézia infánsnő                      | 1791. február 16.    | 1794. november 2.    | Az aranjuezi királyi palotában született és az El Escorial-i palotában hunyt el hároméves korában, fekete himlő következtében. |
| 13. | Fülöp Mária infáns                          | 1792. március 28.    | 1794. március 1.     | Az aranjuezi palotában született és a madridi királyi palotában hunyt el hároméves korában. |
| 14. | Ferenc de Paula Antal Mária infáns          | 1794. március 10.    | 1865. augusztus 13.  | Az aranjuezi királyi palotában született, 1819-ben vette feleségül unokahúgát, testvérének, Mária Izabellának a leányát, Lujza Sarolta nápoly–szicíliai királyi hercegnőt, akitől számos gyermeke született, köztük Ferenc de Asís, II. Izabella királynő későbbi hitvese. |